# Mondo cane (Mike Patton)
Mondo cane è un album di Mike Patton, leader dei Mr. Bungle, dei Faith No More e dei Fantômas.

## Il disco
L'album, nato grazie a una collaborazione artistica con Roy Paci, è uscito il 4 maggio 2010, a conclusione di circa due anni di tour con le canzoni del progetto Mondo Cane e contiene cover di canzoni italiane degli anni '50 e '60. 
All'album partecipa l'orchestra Filarmonica Arturo Toscanini, formata da circa 65 elementi, diretta da Aldo Sisillo. I musicisti che hanno suonato sull'album sono tutti italiani.
L'album è composto da registrazioni in studio e registrazioni dal vivo. Le registrazioni in studio sono avvenute nei Vulcan Studios di San Francisco, studio abituale di Patton. Le registrazioni dal vivo sono avvenute nel 2007 al festival AngelicA di Bologna, al Teatro Rossini di Lugo, al Teatro Comunale di Modena, al Piazzale delle Terme Berzieri di Salsomaggiore Terme.
L'album è stato finanziato in co-produzione dalla regione Emilia-Romagna, dall'Assessorato alla Cultura, dall'AngelicA Festival, dalla Fondazione Teatro Rossini, dal Lugo Opera Festival, dalla Fondazione Teatro Comunale Di Modena, dal Festival L'Altro Suono, dalla Fondazione Arturo Toscanini e dalla città di Salsomaggiore Terme.

## Tracce
1. Il cielo in una stanza – 3:55 (Gino Paoli)
2. Che notte! – 3:18 (testo: Leo Chiosso – musica: Fred Buscaglione)
3. Ore d'amore (Cover di The World We Knew (Over And Over) di Frank Sinatra) – 2:52 (testo: Franco Migliacci – musica: Bert Kaempfert, Carl Sigman, Herbert Rehbein)
4. Deep Down (Versione originale di Christy) – 3:21 (testo: Audrey Nohra Stainton – musica: Ennio Morricone)
5. Quello che conta (Versione originale di Luigi Tenco) – 4:03 (testo: Luciano Salce – musica: Ennio Morricone)
6. Urlo negro (Versione originale dei The Blackmen) – 2:49 (testo: Angelo Galletti – musica: Leo Ceroni)
7. Scalinatella (Versione originale di Roberto Murolo) – 3:15 (testo: Enzo Bonagura – musica: Giuseppe Cioffi)
8. L'uomo che non sapeva amare (Versione originale di Nico Fidenco) – 3:17 (testo: Mogol e Vito Pallavicini – musica: Elmer Bernstein)
9. 20 Km al giorno (Versione originale di Nicola Arigliano) – 2:55 (testo: Mogol – musica: Pino Massara)
10. Ti offro da bere (Versione originale di Gianni Morandi) – 2:27 (Gianni Meccia)
11. Senza fine – 4:37 (Gino Paoli)

## I concerti
Già dal 2007 Mike Patton ha portato in scena il progetto Mondo Cane. I concerti in teatro erano composti solitamente da 22 brani:
1. Il Cielo in una stanza (Gino Paoli)
2. Che Notte! (Fred Buscaglione)
3. Ore d'Amore (Fred Bongusto)
4. 20 KM al giorno (Nicola Arigliano)
5. Quello che conta (Ennio Morricone)
6. Urlo Negro (The Blackmen)
7. Legata a un granello di sabbia (Nico Fidenco)
8. Deep Down (Ennio Morricone)
9. Pinne, fucile ed Occhiali (Edoardo Vianello)
10. Scalinatella (Roberto Murolo)
11. L'uomo che non sapeva Amare (Nico Fidenco)
12. Ma l'Amore no (Gigliola Cinquetti)
13. Canzone (Don Backy)
14. Ti offro da bere (Gianni Morandi)
15. Dio come ti amo (Domenico Modugno)
16. Storia d'amore (Adriano Celentano)
17. Lontano, lontano (Luigi Tenco)
18. O Venezia, Venaga, Venusia (Nino Rota)
19. Yeeeah! (Mal)
20. Senza fine (Gino Paoli)
21. Una sigaretta (Fred Buscaglione)
22. Sole malato (Domenico Modugno)

## Crediti

### Musicisti in studio
- Mike Patton - voce
- Filarmonica Arturo Toscanini - orchestra
- Aldo Sisillo - direttore d'orchestra
- Roy Paci - tromba
- Enri Zavalloni - pianoforte, organo Hammond e Farfisa, clavinet, synth (Moog)
- Gegè Munari - batteria
- Vincenzo Vasi - theremin, elettronica
- Alessandro "Asso" Stefana - chitarra elettrica e acustica, mandolino
- Riccardo Onori - chitarra elettrica e acustica
- Antonio Borghini - basso, contrabbasso
- Fabrizio Aiello - percussioni
- Coralli Di Torino - coro
- Beppe Gismondi, Elena Bacciolo, Roberta Bacciolo, Roberta Magnetti, Silvano Borgatta - voce

### Tecnici
- Mike Patton - arrangiamenti, produzione, editing, registrazione in studio, overdubs
- Daniele Luppi - arrangiamenti, produzione, editing
- Anton Riehl - produzione, editing, missaggio
- Gavin Lurssen - mastering
- John Golden - mastering
- S. Husky Hoskulds - missaggio
- Massimo Carli - registrazioni dal vivo
- Massimo Simonini - produttore e management del progetto live
- Andrea Carli, Roberto Monari - assistenti alla registrazione

### Artwork
- Mike Patton - design, layout
- Kenneth Weaver - design, layout
- Lady T (Cristina Zuccatosta) - design, layout
- Martin Kvamme - design, layout